# Helvetia

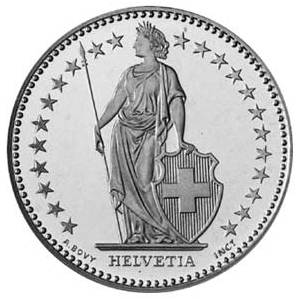

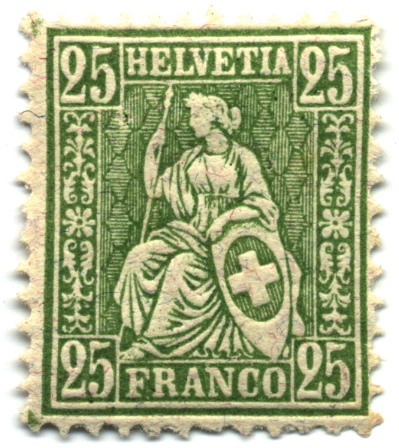
Helvetia egy 25 centime-os svájci bélyegen, 1881.

Helvetia (magyar átírásban Helvécia) az Alpok és a Jura-hegység között elterülő régió, a mai Svájc nyugati részének ókori római neve volt. Régóta használják a Svájcot megtestesítő nőalak neveként is.
A kelta etnikumú helvét nép az i. e. 1. században vándorolt a mai Németország déli részéről a mai Svájc területére. Amikor i. e. 58-ban nyugatabbra, Gallia területére vándoroltak volna, szembetalálták magukat a Római Köztársaság seregével. Julius Caesartól véres vereséget szenvedtek, és a nép maradékai a Helvetiába való visszatérésre kényszerültek. A rómaiak i. e. 15-ben megszállták a régiót, amely Helvetia provincia néven a Római Birodalom része lett. I. sz. 90-ben beolvasztották Germania Superior tartományba.
Helvetia a római uralom időszaka alatt évszázadokig gazdag és békés régió volt. 260-ban azonban a germán betörések visszavonulásra kényszerítették a rómaiakat. A későbbiekben Helvetia a frankok, illetve a németek befolyási övezete volt, amíg 1291. augusztus 1-jén meg nem alakult a Svájci Konföderáció.
A svájciak ma is használják országukra a latin Helvetia nevet olyan helyzetekben, amikor helytelen, vagy kellemetlen volna a négy hivatalos svájci nyelv valamelyikét használni a megnevezésre. A Helvetia név így megjelenik például bélyegeken és pénzérméken. A konföderáció latin neve, Confœderatio Helvetica az alapja a svájci nemzetközi autójelet (CH), illetve a svájci internetes legfelső szintű tartományt (.ch) adó rövidítésnek.

## Nemzeti szimbólum

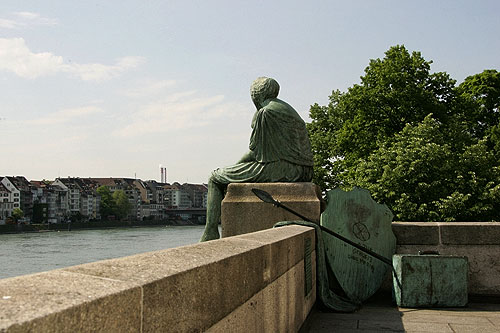
Helvetia a Rajnát nézi Bázelban

A Svájcot szimbolizáló nőalakot, Helvetiát néha a svájci nemzet anyjának is nevezik. Tipikusan hullámzó fehér ruhában, befont hajjal és a konföderációt szimbolizáló koszorúval jelenik meg, egyik kezében lándzsát, a másikban pajzsot tartva, rajta a svájci zászló jelével.

## Külső hivatkozás
- Svájci történelem (angolul)